# Taeniolethrinops praeorbitalis
Taeniolethrinops praeorbitalis és una espècie de peix de la família dels cíclids i de l'ordre dels perciformes.

## Morfologia
- Els mascles poden assolir 30 cm de longitud total.[1][2]

## Alimentació
Menja larves d'insectes.

## Hàbitat
És una espècie de clima tropical que viu fins als 50 m de fondària.

## Distribució geogràfica
Es troba a Àfrica: llac Malawi.